# Éphémérides nautiques
 (octobre 2016).
Si vous disposez d'ouvrages ou d'articles de référence ou si vous connaissez des sites web de qualité traitant du thème abordé ici, merci de compléter l'article en donnant les références utiles à sa vérifiabilité et en les liant à la section « Notes et références ».
En navigation astronomique, les éphémérides nautiques sont des tables qui indiquent avec précision les positions des astres au cours d'une période donnée. Elles ont été énormément utilisées dans le domaine maritime car elles permettaient à l'observateur d'un astre de préciser sa position avec l'aide d'un sextant.

## Première apparition des éphémérides
Depuis l'Antiquité, les astronomes essayaient de prédire la position des astres, en particulier du Soleil, de la Lune et des planètes. Se basant sur les travaux des Grecs et en particulier sur ceux de Ptolémée avec son système géocentrique, ils élaborèrent des tables ou éphémérides précises mais assez compliquées dont les plus célèbres sont celles d'Al-Battani portant sur la Lune et le Soleil.

## Tables alphonsines
Peu à peu, des tables concurrentes virent le jour, ce qui mena le roi de Castille et León Alphonse X à demander à des astronomes arabes de remettre de l'ordre et de concevoir de nouvelles tables reposant sur les anciennes. Dirigés par un savant juif, Isaac ibn Sid (en), ils publièrent les tables alphonsines en 1252 qui supplantèrent rapidement les précédentes.

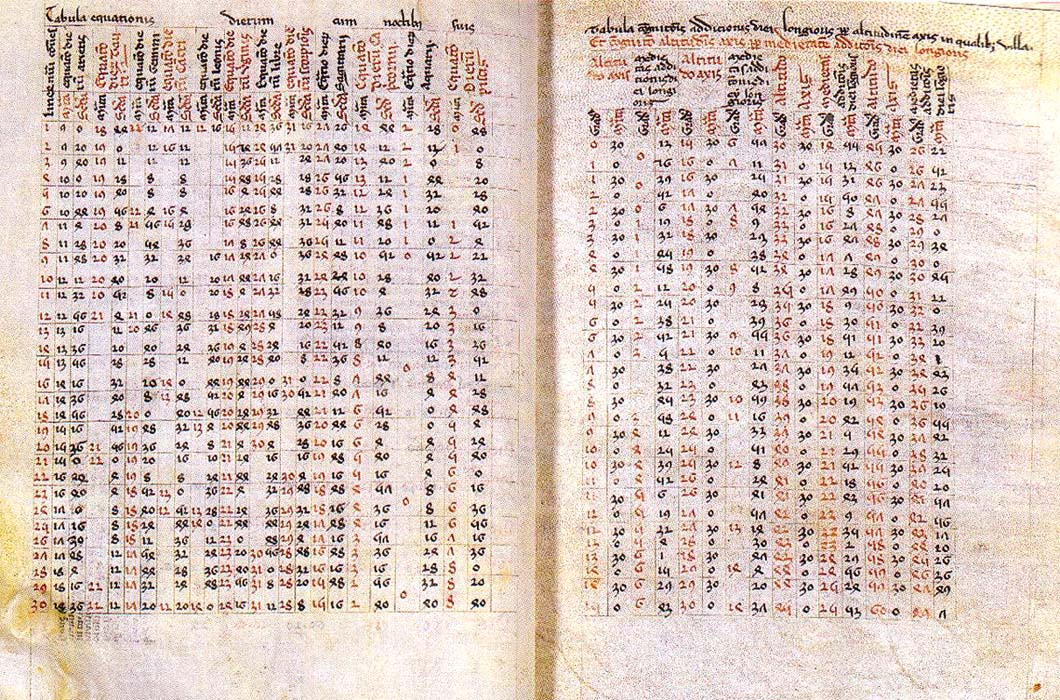
Tables alphonsines

Modifiées au fil du temps par des astronomes, ces tables circulèrent jusqu'au XVe siècle, période à laquelle on s'aperçut qu'elles donnaient des positions fausses de plusieurs degrés.

## Tables rudolphines
Plus tard, grâce aux travaux de Kepler et en particulier grâce à ses lois qui décrivent les propriétés principales du mouvement des planètes autour du soleil, de nouvelles tables voient le jour vers 1627, créées par Kepler et Tycho Brahe à la demande de l'empereur Rodolphe II de Habsbourg. 
Ces tables démontrèrent leur précision en 1631 quand l'astronome Pierre Gassendi observa Mercure passer devant le Soleil en utilisant les positions des tables rudolphines.

## Éphémérides actuelles
Actuellement, les éphémérides nautiques sont toujours publiées. Elles indiquent les positions du Soleil, de la Lune, des 4 planètes Vénus Mars Jupiter et Saturne, et de différentes étoiles. Les valeurs données, sous les deux intitulés "Angle horaire" et "déclinaison", sont respectivement la longitude par rapport à Greenwich, et la latitude, du point terrestre situé à la verticale de l'astre. Ces données sont égrenées d'heure en heure, ou parfois, dans des éditions simplifiées, de jour en jour. Des tables de correction sont habituellement adjointes, permettant de corriger l'élévation de l'observateur par rapport au niveau de la mer, la réfraction causée par la pression et la température, une correction dépendant du mois de l'année à laquelle l'observation a été faite, et s'il y a lieu (essentiellement pour la lune) une correction fonction de la phase et de l'éloignement de l'astre. En outre, il est adjoint le calendrier de l'année en cours, des diagrammes des éclipses et les heures de l'aube et du crépuscule à Greenwich.
A l'époque moderne, et sauf accident astronomique actuellement imprévisible, les astronomes peuvent prédire plusieurs dizaines d'années à l'avance les positions des astres avec une représentativité meilleure que 0,1 minute de latitude et longitude. De nombreux logiciels sont aujourd'hui accessibles, sur ordinateur, tablette, smartphone ou calculatrice de poche, offrant une représentativité correcte sur tout un siècle voire plusieurs. mais les publications officielles sur papier restent limitées, elles, à une année.

## Utilisation
Les éphémérides servent à déterminer la position du navire. Elles s'utilisent avec un sextant. La première étape consiste à mesurer avec l'instrument la hauteur angulaire de l'astre au dessus de l'horizon pour un instant précis. Par exemple: 42⁰50'6 à 11h 18m 23s en Temps Universel "TU" (ou Universal Time "UT"; en fait, l'heure à Greenwich).
La deuxième étape consiste à apporter à la mesure les corrections récapitulées ci-dessus (élévation de l’œil, réfraction atmosphérique etc.). Ce qui pourrait donner, pour le soleil, une hauteur vraie de 43°03,1'
Ceci fait, il faut lire dans les tables les deux éphémérides encadrant, l'une avant, l'autre après, l'instant de l'observation. Puis interpoler entre elles pour déterminer l'angle horaire et la déclinaison de l'astre observé, au moment exact de la mesure. Par ex., le 18 Mars 2025, on trouverait pour le soleil 12°24,2'E et 0°44,5'Sud. En posant, même si elle est entachée d'incertitude, une hypothèse précise de position présumée du navire (par ex. 19°21,3'W et 36°02,5'N), un calcul de trigonométrie sphérique donne la distance entre cette position et celle du point terrestre à la verticale de l'astre. Ici par exemple, exprimé en degrés d'arc terrestre, 47°10,1' (360° faisant un tour de la terre soit 40000km, un ° vaut 111,111km ou encore 60 mille nautiques). L'astre devrait donc apparaître à 90° - 47° 10,1' = 42° 49,9' au dessus de l'horizon local. Comme on a mesuré une hauteur vraie de 43°03,1' soit 13,2' plus haut, on déduit que le navire est 13,2 milles nautiques plus proche que présumé du point vertical à l'astre. Cette correction ne vaut que dans la direction de l'astre. Dans la direction perpendiculaire, l'incertitude ne pourra être levée que par une observation différente, croisant la précédente avec un angle suffisamment ouvert pour que l'intersection soit précise (un autre astre, ou le même mesuré plus tard quand son azimut aura tourné vers l'ouest, d'au moins 30°).

### Inconvénients de cette utilisation
Tout d'abord il faut prendre en compte que la méthode décrite plus haut est une des méthodes utilisables.
- La position finale n'est valable que pour le moment où l'observation a eu lieu. En navigation, le navire a bougé entre le moment de l'observation et le moment où on a calculé la position.
- La méthode nécessite que l'horizon soit visible. Incompatible donc avec de la brume, ou des terres émergées. Contrairement à ce que beaucoup de non-pratiquants s'imaginent, elle n'est pas utilisable la nuit (sauf, et avec beaucoup de risques, luminosité lunaire exceptionnelle et temps très très clair)
- Elle nécessite que l'astre ne soit pas caché par des nuages.
- Les conditions climatiques peuvent créer par réfraction des phénomènes analogues aux mirages des déserts, dessinant de "faux-horizons" s'écartant de plusieurs degrés de l'horizon réel. Certaines zones du globe y sont plus particulièrement exposées (mer Rouge, golfe du Lion, Ouest du Canada...). On y observe parfois plusieurs horizons empilés les uns sur les autres. La caractéristique qui permet de déceler ces aberrations, est leur instabilité. Dès lors que des mesures successives sur une dizaine de minutes, évoluent de façon cohérente avec la trajectoire de l'astre et la route du navire, on peut considérer que les conditions sont fiables.
- La précision dépend de la qualité des outils, et du talent des opérateurs. Avec un bon sextant métallique, un opérateur qui maîtrise les facteurs de dispersion susceptibles d'entacher les mesures, obtient régulièrement une représentativité de l'ordre de 0,2 à 0,3 Mille nautiques. Malheureusement, pression marketing plus disparition des compétences, la qualité des sextants, même métalliques, s'est dégradée chez la plupart des fabricants (pas tous). Jeux inopportuns, vis micrométriques entachées de faux-rond, beaucoup d'appareils modernes s'avèrent fausser les mesures, en conditions de laboratoire, de jusqu'à plus de 3' d'arc. Soit 50 fois pire que ceux restés conformes aux règles de l'art. Les sextants en plastique, vu leur coût, sont très répandus. Leurs déformations au cours du temps n'est pas maîtrisable. En seulement quelques mois,  les erreurs instrumentales peuvent dépasser les 10 minutes d'arc. Pour ce qui est des erreurs de manipulation, les opérateurs négligent souvent la précision de facteurs pourtant déterminants (élévation de l'oeil, entre autres). Néanmoins, avec un sextant correct, n'importe qui accède facilement à une précision de l'ordre 2 à 3 milles.
- La méthode nécessite une hypothèse de la position de l'observateur. De préférence plausible (la "Position Estimée", entretenue selon les règles de navigation en vigueur). A défaut, n'importe quelle position, dès lors qu'elle se situe dans l'hémisphère dans lequel l'astre est visible, génèrera une correction qui rapprochera de la réalité. Une hypothèse même fausse de 3000 milles (on doit quand même avoir une vague idée de dans quel océan on se trouve), permettra d'affiner l'hypothèse à quelques dizaines de mille. Deux ou trois cycles itératifs suffiront pour retrouver une représentativité satisfaisante.
- La technique est lente  : calculer et trouver les valeurs dans les différentes tables des éphémérides demande de 2 à 20 minutes, selon quels opérateur et moyens sont utilisés. Un minimum de concentration est nécessaire, pas toujours facile par mer agitée. Même entraîné, on commet facilement des erreurs.